# Stefano Saccon
Stefano Saccon, né en 1964, est un saxophoniste et directeur artistique vaudois qui fut directeur de l'école de jazz et de musique actuelle de Lausanne.

## Biographie
Saxophoniste d'origine genevoise, Stefano Saccon étudie d'abord le piano classique et le chant au Conservatoire de musique de Genève, avant de s'orienter vers le jazz à quinze ans. Il passe une maturité artistique au Collège Voltaire de Genève, avant d'obtenir un certificat de saxophone jazz au Conservatoire populaire de Genève, auprès de Luc Hofman. Il s'inscrit en parallèle à l'Association pour l’encouragement de la musique improvisée (AMR) de Genève, puis part au CIM - école de jazz et musiques actuelles de Paris, où il travaille le saxophone avec Pierre Mimran, Gilles Naturel et Christophe Laborde, l'harmonie avec M. Forenbach et l'arrangement avec Y. Julien. Les structures complexes des partitions de jazz trouvent chez Stefano Saccon un écho bien particulier, dans le lien entre musique et architecture, matière qu'il étudie à l'Université de Genève en parallèle à ses études musicales, et dont il est diplômé en 1994. Stefano Saccon se consacrera pourtant entièrement à l'exercice professionnel de la musique, que ce soit sur scène ou dans les classes de l'école de jazz et de musique actuelle de Lausanne (EJMA), où il enseigne le saxophone.
En 1990, il rejoint le groupe de jazz progressif Venise-Pékin, dirigé par Emmanuel Fratianni (claviers et composition), avec Bernard Padrun (guitare), Pascal Fessler (basse) et Alexis Wintschi (batterie). Le groupe auto-produit une cassette avec quatre longues compositions de E. Fratianni, enregistrées le 29 avril 1990 à la Radio Suisse Romande (Lausanne), aujourd'hui introuvable.
Sa carrière se poursuit au sein du Big Band de l'AMR, pour lequel il joue et compose entre 1992 et 1994. De 1993 à 2003, il se produit comme lead alto du Big Band de Lausanne, tout en collaborant à d'autres projets, comme le Al 4 As, formation de quatre saxophonistes dans laquelle il joue avec Maurizio Bionda, Christian Gavillet et Yvan Ischer. Durant sa carrière, il partage encore la scène avec Phil Collins, Daniel Humair, Franco Ambrosetti, Enrico Rava, Joe Lovano, Toots Thielmann, Michel Leeb, François Lindemann ou le Quatuor Sine Nomine. Il participe également au projet Libertango avec le saxophoniste genevois d'origine argentine Eduardo Kohan. Enfin, il compose pour le théâtre, notamment pour Roberto Zucco de Koltes, mis en scène par Frédéric Polier en 1992, ou Mingus Cuernavaca, du même metteur en scène, en 1996.
Directeur de l'EJMA, où il enseigne depuis 1996, Stefano Saccon se forme dès le milieu des années 2000 à la pédagogie. Après un diplôme de maître de musique du Conservatoire de Genève, obtenu en 2006, ainsi qu'un certificat de la Société suisse de pédagogie musicale, obtenu en 2009, Stefano Saccon entreprend en 2012-2013 un CAS (Certificate Advanced Studies) en Management et gestion du changement à la Haute école d'ingénierie et de gestion du Canton de Vaud.Président de l'association de la Fête de la musique de Lausanne, de l'association du Big Band de Suisse Romande (BBDSR), membre de la commission musique du Service des affaires culturelles de l'État de Vaud, programmateur jazz du festival Label Suisse, Stefano Stefano Saccon reste par ailleurs actif sur les scènes de Suisse romande, où il se produit notamment avec son quartet.

## Sources
- « Stefano Saccon », sur la base de données des personnalités vaudoises sur la plateforme « Patrinum » de la Bibliothèque cantonale et universitaire de Lausanne.
- Robert, Arnaud, "Ecole de jazz à Lausanne: les raisons de la colère", Le Temps, 2006/02/10.